# 윌리엄 밀러 (설교자)

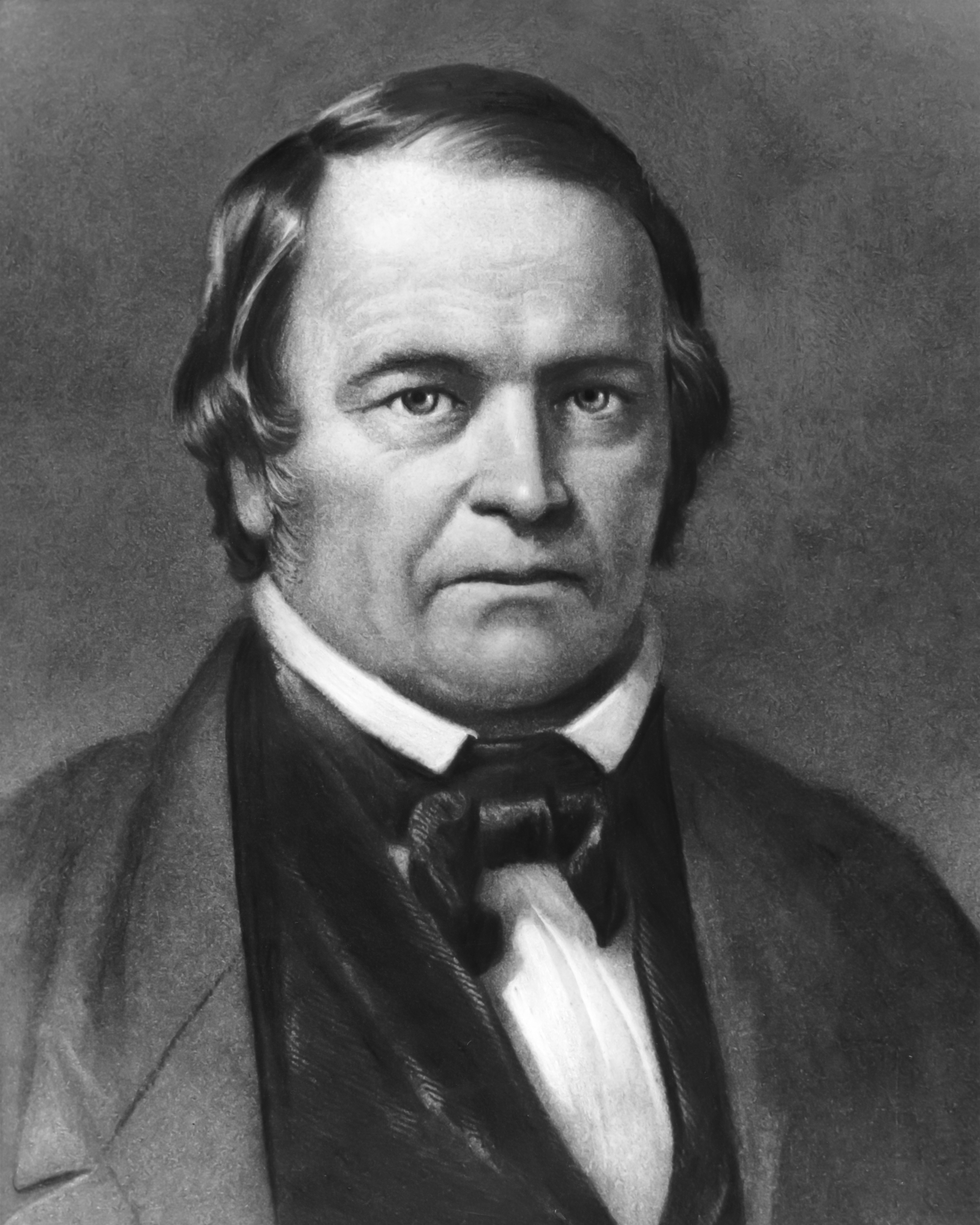
윌리엄 밀러

윌리엄 밀러(William Miller, 1782년 2월 15일 ~ 1849년 12월 20일)는 미국의 설교자이다. 침례교 평신도였다가 성경의 해석을 통해 예수 그리스도가 1843년 또는 1844년에 재림할 것이라고 주장했다. 그래서 예수 재림을 준비하자는 재림 운동을 진행했으며, 예수의 재림일이 유대력 7월 10일, 양력으로 1844년 10월 22일이라고 하여 밀러주의자들은 그날까지 예수의 보혈로 옷을 희게 빨아야한다,즉 회개와 품성의 성결이 필요하다고 열변하였다. 그러나 10월 22일에 예수의 재림은 이루어지지 않아 재림을 굳게 믿고 준비했던 사람들은 큰 실망을 하게 된다. 이를 “1844년 대실망 사건(Great Disappointment)”이라고 부른다. 그러나 예수의 재림은 이루어지지 않았어도 이 일을 계기로 성경에 기록된 재림에 관한 예언을 연구하던 자들 중, 성소가 하늘에 있으며 2300주야의 예언은 성취되었음을 발견한 무리가 후에 제칠일안식일예수재림교회를 설립하였다.밀러의 주장을 '밀러주의'라고 한다.

## 같이 보기
- 전천년설
- 엘런 화이트